# 巴尔黑德
巴尔黑德（Barrhead），加拿大艾伯塔省中部城镇，位于帕德尔河畔。总面积8.10平方公里，总人口4,432（2011年）。